# CEP-1
CE6P-1 93336 140! (acrônimo de Cylindrical Electrostatic Probe 1), também conhecido como CEPE (Cylindrical Electrostatic Probe Experiment) foi um satélite artificial da NASA lançado no dia 11 de dezembro de 1970 por um foguete Delta N6 a partir da rampa SLC-2W da Base da Força Aérea de Vandenberg.

## Características
O CEP-1 foi lançado no mesmo foguete que o satélite meteorológico NOAA-1 e consistia em um experimento que ficou em órbita encostado à última etapa do foguete Delta N6 que o transportava. Sua missão foi estudar a densidade e temperatura de elétrons e as correntes iônicas à altura da órbita do satélite.